# Livonia (Missouri)
Livonia is een plaats (village) in de Amerikaanse staat Missouri, en valt bestuurlijk gezien onder Putnam County.

## Demografie
Bij de volkstelling in 2000 werd het aantal inwoners vastgesteld op 114.
In 2006 is het aantal inwoners door het United States Census Bureau geschat op eveneens 114.

## Geografie
Volgens het United States Census Bureau beslaat de plaats een oppervlakte van
0,7 km², geheel bestaande uit land. Livonia ligt op ongeveer 241 m boven zeeniveau.

## Plaatsen in de nabije omgeving
De onderstaande figuur toont nabijgelegen plaatsen in een straal van 20 km rond Livonia.